# Trysimia andamanica
Trysimia andamanica är en skalbaggsart som beskrevs av Stefan von Breuning 1948. Trysimia andamanica ingår i släktet Trysimia och familjen långhorningar. Inga underarter finns listade i Catalogue of Life.